# Hugo Perié
Hugo Rubén Perié, apodado Turi (Posadas, 18 de enero de 1944-Ciudad de Corrientes, 15 de agosto de 2011), fue un político argentino, militante del Partido Justicialista y uno de sus más destacados dirigentes en la Provincia de Corrientes. Fue senador provincial entre 1997 y 1999, gobernador interino de la provincia en 1999 y diputado nacional por la Provincia de Corrientes desde 2003 hasta su fallecimiento.
Gobernó la provincia tras la destitución del gobierno de Pedro Braillard Poccard, por presuntas irregularidades, desembocando en hechos que quebraron la armonía social de la provincia y que terminaron con una fuerte intervención federal a la misma.
Luego de la intervención, fue elegido como diputado Nacional por la Provincia de Corrientes en dos períodos: 2003-2007 y 2007-2011. Durante los años 2003 y 2004 integró el denominado "grupo de los 14" que defendía las posturas del presidente Kirchner en sus inicios. Durante su gestión como diputado, fue el impulsor del proyecto de "Ley de la Obesidad" que obliga la inclusión de la misma al Programa Médico Obligatorio de Emergencia (PMOE). Proyecto resistido por las prestatarias de Salud y considerada de vital importancia por el mundo de la medicina.
En el año 2011 y con el objetivo de renovar su banca en el Congreso Nacional, Hugo Perié se presentó en las primeras elecciones primarias abiertas y obligatorias celebradas en la República Argentina el 14 de agosto de ese año, conformando la grilla de precandidatos a Diputados Nacionales que acompañaba a la precandidatura de la entonces mandataria Cristina Fernández de Kirchner. Sin embargo, a pesar del categórico triunfo obtenido por la fuerza que Perié representaba, lo que también le dejaba grandes posibilidades de volver a consagrarse, le sobrevino la muerte al día siguiente, el 15 de agosto de 2011, a pocos meses de finalizar su segundo mandato. Perié se encontraba internado desde principios de ese mes en el Instituto de Cardiología de Corrientes, por una afección pulmonar, la cual terminaría por causar su deceso.

## Biografía

### Primeros años
Iniciado desde niño en la política, Perié había decidido iniciar su carrera universitaria en Corrientes, formando parte de la denominada Juventud Peronista, durante la época de la tercera presidencia del General Juan Domingo Perón. En dicha agrupación, conoció entre otros al dirigente Carlos Kunkel con quien le une una gran amistad y quien es considerado el jefe político por esos años del futuro presidente Néstor Kirchner, con quién trabó una gran amistad. En esos períodos debió sufrir la persecución por parte del régimen de la Junta Militar, quienes en ese entonces prohibían la mención y/o difusión de la imagen del General Juan Domingo Perón. Perié permaneció detenido durante ocho años detenido durante el Proceso de Reorganización Nacional y recuperó la libertad con el regreso de la democracia, es entonces que retornó a Corrientes y retomando la militancia política en el Partido Justicialista.

### Senador Provincial y Gobernador Interino
En el año 1997, fue elegido Senador Provincial por el Partido Justicialista. Dicho cargo, lo acompañó con el de Vicepresidente 1º del Senado Provincial. El 3 de julio de 1999 y luego de la destitución del entonces Gobernador Pedro Braillard Poccard, fue investido como Gobernador Provisional de la Provincia de Corrientes, ya que luego de la destitución del Gobernador el 19 de junio de ese año, seguido de la posterior destitución del Vicegobernador a Cargo del Ejecutivo, Víctor Hugo Maidana, Perié era quién seguía en la cadena de mando Provincial, debido a su Vicepresidencia en el Senado. Precisamente, Perié formó parte del grupo de legisladores opositores que votaron favorablemente por la remoción de las autoridades. Su mandato se extendió por apenas 5 meses, desde el 3 de julio hasta el 20 de diciembre de dicho año.
Durante su interinato se sucedieron en la provincia vecina del Chaco los hechos conocidos como "La Masacre del Puente" en el Puente General Belgrano, en la cual un grupo de efectivos de Gendarmería Nacional por orden de un juez federal de la provincia vecina del Chaco, reprimieron brutalmente a los manifestantes, cobrándose la vida de dos de ellos. Por estos hechos se ha acusado al dirigente nacional del radicalismo Federico Storani de haber ordenado políticamente al juez que tome la medida. Tras estos sucesos, Perié ordenó a los efectivos de la Policía Provincial que se desarmen y junto a ellos se interpuso entre los manifestantes y los efectivos de la Gendarmería Nacional, evitando de esta forma una catástrofe mayor.

### La Intervención Federal y el "retorno" de la democracia
El 16 de diciembre de 1999 el entonces Presidente Fernando de la Rúa determinó la Intervención Federal de la Provincia designando a Ramón Bautista Mestre como Interventor Federal de la Provincia, concluyendo la actividad de Perié como primer mandatario provincial, e iniciándose una de las Intervenciones Federales más nefastas de la Provincia, donde entre otras cosas, se intentó paliar la crisis económica que atravesaba la provincia, con la emisión de Certificados de Cancelación de Obligaciones, que fueron conocidos vulgarmente como Bonos CeCaCor. Esta "solución", le terminaría generando un daño irreparable a las arcas de la Provincia. El dirigente radical cordobés Oscar Aguad se encuentra procesado por los supuestos hechos de corrupción de la intervención federal de esos años.
Con la "vuelta" de la democracia provincial, Perié decidió unirse al grupo de dirigentes peronistas que apoyaban la conformación de un frente electoral que se oponía a la continuidad del conservadurismo en la provincia y del que resultó candidato a Gobernador Ricardo Colombi. Más tarde, en el año 2003, forma parte de la lista de candidatos a Diputados Nacionales por el Frente de Todos, resultando electo para ocupar una de las bancas.

### La Corriente Peronista
Junto a otros dirigentes del peronismo correntino, como Tamandaré Ramírez Forte, en la Provincia de Corrientes impulsa la candidatura a Presidente de la Nación de Carlos Néstor Kirchner cuando este todavía era gobernador de la Provincia de Santa Cruz. Por esos años integra el mítico Grupo Michellangelo núcleo del naciente kirchnerismo. La Corriente Peronista, línea interna del peronismo fundada por Néstor Kirchner es integrada en la provincia de Corrientes por Perié, Tamandaré Ramírez Forte, Jorge Antonio Romero, Martín Jouliá, Omar Molina, Marta Gómez entre otros y en pocos años se convierte en uno de los sectores más fuertes del peronismo correntino.
Este sector interno del peronismo nacional, debido a su composición por parte de dirigentes y cuadros políticos de todo el país pasó a ser conocida como la Corriente Peronista Federal y nuclea a nivel nacional entre otros dirigentes a José Salvini, Luis Ilarregui, Osvaldo Nemirovsci, José Mongeló, Juan Manuel Irrazabal, Eduardo Cavadini, Remo Carlotto, Homero Bibiloni, Adriana Robles, Alfredo Antonuccio,  Sergio Berni entre otros. Aunque es más conocida simplemente como La Corriente.

### Diputación Nacional
Dos años más tarde, en las elecciones nacionales del año 2007, el Partido Jusicialista se desprende el Frente de Todos, en una jugada estratégica y por decisión del Congreso Provincial del PJ para fortalecer su posición en la Provincia. Perié nuevamente presenta su candidatura y encabeza la lista de candidatos a Diputado Nacional, siendo reelegido en dicho cargo.
En el año 2010, fue elegido Vicepresidente del Partido Justicialista y Presidente del Congreso provincial del Justicialismo, apoyando férreamente la política implementada por los presidentes Néstor Kirchner y Cristina Fernández y siendo uno de los dirigentes más notables del justicialismo correntino.
Como diputado fue autor de la iniciativa de incorporar la enfermedad de la obesidad al conjunto de prestaciones básicas esenciales del Programa Médico Obligatorio de Emergencia. También fue autor del proyecto para otorgar una reparación a las víctimas de la represión del 17 de diciembre de 1999 en el Puente General Belgrano que se contemple beneficios económicos a familiares de los dos muertos y de los heridos de aquel violento episodio. Se especificó además que serán indemnizados los casos de muerte, lesiones leves, graves y gravísimas, de acuerdo a las definiciones de artículos del Código Penal. En el caso de Ojeda y Escobar, víctimas mortales de la represión ordenada por Federico Storani el aporte será recibido por familiares directos.

## Fallecimiento
En el año 2011, Argentina por primera vez implementa el sistema de elección de candidatos a ocupar cargos públicos, a través del sistema de elecciones primarias, abiertas, simultáneas y obligatorias (conocidas por las siglas PASO). A estas elecciones, Hugo Perié haría públicas sus aspiraciones a ser reelecto en su cargo como diputado Nacional, yendo en búsqueda de su tercer período legislativo. Para ello, retorna a su provincia para conformar la grilla de precandidatos a Diputados Nacionales por la Provincia de Corrientes que apoyaran la precandidatura de Cristina Fernández de Kirchner como Presidenta de la Nación. En ese sentido, "Tury" (como comúnmente se lo conociera) integró la lista.
Sin embargo, en la recta final de la campaña, Perié debió abandonar la misma dado que tuvo que ser internado de urgencia en el reconocido Instituto de Cardiología de Corrientes, por causa de una afección pulmonar en los primeros días del mes de agosto. Por tal motivo, el precandidato debió seguir las alternativas de estas elecciones en dicho instituto. Sin embargo, a pesar del categórico triunfo obtenido por la escuadra kirchnerista a nivel provincial (el cual terminaría consagrándolo nuevamente como candidato), Perié terminaría falleciendo el día 15 de agosto de 2011, un día después de celebradas las elecciones abiertas que lo consagraron nuevamente como diputado. Al momento de su muerte, Perié transitaba por su segundo período consecutivo como diputado Nacional por la Provincia de Corrientes. Las muestran de congoja derivaron en la declaración de tres días de duelo en la Provincia. Un año después en su homenaje fue levantado un monolito en la intersección de Costanera y 3 de Abril.